# 比較社会学
比較社会学（ひかくしゃかいがく、英: comparative sociology）は、時間、空間的に異なる社会における社会的過程、社会的関係を比較する社会学的分析の総称である。社会進化論的な図式に立つ社会学との対比が含意されることもある。

## 概要
比較社会学の源泉は、エミール・デュルケーム、マックス・ウェーバーの社会学にある。たとえば、前者では『社会学的方法の規準』、後者では『プロテスタンティズムの倫理と資本主義の精神』（『宗教社会学論集』）がその代表作である。

## 真木悠介の比較社会学
真木悠介（見田宗介）は、「知性の最もすぐれた資質は、みずからの限界を知りうることである。そして〈近代精神〉の最もすぐれた可能性もまた、みずからの限界をみずからの力において対自化し、みずからをのりこえていく能力に他ならない」として、比較社会学を、そのような「近代的世界の自己相対化」ないし「自己超出の運動」の一環を担いうる方法として位置づけ、自身の社会学を展開している（真木 2003: 324）。
真木の比較社会学は、その主題である時間論、自我論、関係論を含め、次のような全体的なイメージが描かれている。
- 共同性と個体性
- 時間の比較社会学
- 自我の比較社会学
- 関係の比較社会学
- 身体の比較社会学
- 人生の比較社会学
- 教育の比較社会学
- 支配の比較社会学
- 〈翼〉の比較社会学
- 解放の比較社会学